# Anagyrus inermis
Anagyrus inermis är en stekelart som beskrevs av John S. Noyes och Hayat 1994. Anagyrus inermis ingår i släktet Anagyrus och familjen sköldlussteklar.
Artens utbredningsområde är Bangladesh. Inga underarter finns listade i Catalogue of Life.